# Nati il 14 settembre
| Questa pagina contiene informazioni ricavate automaticamente dalle voci biografiche con l'ausilio del template Bio e di un bot. L'aggiornamento è periodico e automatico e ricostruisce completamente la pagina. Se manca una persona in questa lista, sei pregato di non aggiungerla, ma accertati piuttosto che la sua voce biografica contenga il template Bio e che i dati anagrafici siano correttamente compilati. Se il template Bio manca, inseriscilo tu stesso o, in alternativa, metti l'avviso {{tmp\|Bio}} che ne segnala la mancanza. Se i dati riportati sono sbagliati, correggi direttamente la voce biografica; le modifiche saranno visibili in questa lista entro pochi giorni. Per chiarimenti vedi il progetto biografie. La lista contiene solo le 1.175 persone che sono citate nell'enciclopedia e per le quali è stato implementato correttamente il template Bio. Pagina aggiornata al 17 ago 2025. |

## III secolo(1)
- 208 - Diadumeniano, imperatore romano († 218)

## XII secolo(1)
- 1169 - Alessio II Comneno, imperatore bizantino († 1183)

## XIII secolo(1)
- 1246 - John FitzAlan, VII conte di Arundel, nobile inglese († 1272)

## XIV secolo(3)
- 1335 - Aldobrandino III d'Este, nobile italiano († 1361)
- 1384 - Khalil Sultan, sovrano († 1411)
- 1388 - Claudius Clavus, geografo danese

## XV secolo(4)
- 1460 - Bernardino Fungai, pittore italiano († 1516)
- 1485 - Anna di Meclemburgo-Schwerin, contessa († 1525)
- 1486 - Agrippa von Nettesheim, alchimista, astrologo e esoterista tedesco († 1535)
- 1489 - Clarice de' Medici, nobildonna italiana († 1528)

## XVI secolo(9)
- 1502 - Luigi II del Palatinato-Zweibrücken, nobile tedesco († 1532)
- 1539 - Vincenzo Carrari, letterato e storico italiano († 1596)
- 1543 - Claudio Acquaviva, gesuita italiano († 1615)
- 1544 - Stanislaw Reszka, gesuita e diplomatico polacco († 1600)
- 1547 - Johan van Oldenbarnevelt, politico olandese († 1619)
- 1576 - Pietro Palazzo, presbitero italiano († 1648)
- 1580 - Francisco de Quevedo, scrittore e poeta spagnolo († 1645)
- 1593 - Ippolito Francini, artigiano italiano († 1653)
- 1596 - Juan del Castillo, missionario e gesuita spagnolo († 1628)

## XVII secolo(12)
- 1605 - Brynjólfur Sveinsson, vescovo luterano islandese († 1675)
- 1610 - Carlo Cerri, cardinale e vescovo cattolico italiano († 1690)
- 1616 - Philips Angel I, pittore olandese († 1683)
- 1618 - Peter Lely, pittore olandese († 1680)
- 1618 - Johannes Rechsteiner, politico svizzero († 1665)
- 1632 - Francesco Giacinto di Savoia, nobile italiano († 1638)
- 1643 - Alvise Cima, pittore e cartografo italiano († 1710)
- 1643 - Joseph de Jouvancy, latinista francese († 1719)
- 1659 - Agnese Dolci, pittrice italiana († 1689)
- 1674 - Giovanni Antonio Guadagni, cardinale e vescovo cattolico italiano († 1759)
- 1683 - Giuliano Dami, italiano († 1750)
- 1698 - Charles François de Cisternay du Fay, chimico francese († 1739)

## XVIII secolo(41)
- 1702 - Ercole Lelli, anatomista, scultore e pittore italiano († 1766)
- 1711 - Michele Foschini, pittore italiano († 1770)
- 1721 - Arthur Richard Dillon, arcivescovo cattolico francese († 1806)
- 1724 - Ignaz Vitzthumb, musicista e compositore austriaco († 1816)
- 1726 - Yosep IV Hindi († 1791)
- 1727 - Francesco Mantica, cardinale italiano († 1802)
- 1730 - Marcantonio IV Borghese, nobile e politico italiano († 1800)
- 1734 - Henry d'Arles, pittore francese († 1784)
- 1737 - Michael Haydn, compositore austriaco († 1806)
- 1748 - Giovanni Paolo Schulthesius, religioso, compositore e pianista tedesco († 1816)
- 1750 - Friedrich Wilhelm von Buxhoeveden, generale russo († 1811)
- 1751 - Federico Augusto Alessandro di Beaufort-Spontin, nobile e politico belga († 1817)
- 1753 - Louis-François-Sébastien Fauvel, pittore, diplomatico e archeologo francese († 1838)
- 1755 - William Bradford, politico statunitense († 1795)
- 1756 - Nicola Maria Nicolai, letterato, archeologo e economista italiano († 1833)
- 1757 - Jean-Jacques Lequeu, architetto e disegnatore francese († 1826)
- 1760 - Luigi Cherubini, compositore italiano († 1842)
- 1760 - Maria Luisa Cicci, poetessa italiana († 1794)
- 1765 - Carl Friedrich Ernst Frommann, editore tedesco († 1837)
- 1768 - Maria Federica d'Assia-Kassel, nobile († 1839)
- 1769 - Alexander von Humboldt, naturalista, esploratore e geografo tedesco († 1859)
- 1772 - Floriano Caldani, anatomista italiano († 1836)
- 1772 - Joseph Alois Gleich, drammaturgo e letterato austriaco († 1841)
- 1772 - Francesco Chiaffredo Marini, funzionario italiano († 1839)
- 1773 - Charles Lefebvre-Desnouettes, generale francese († 1822)
- 1774 - William Bentinck, politico e generale britannico († 1839)
- 1779 - Ludwig Julius Caspar Mende, ginecologo tedesco († 1832)
- 1780 - Carlo Ferdinando Galli della Loggia, militare e politico italiano († 1858)
- 1782 - Christian Magnus Falsen, giurista e storico norvegese († 1830)
- 1782 - Justyna Krzyżanowska, polacca († 1861)
- 1783 - Giuseppe Archinto, VI marchese di Parona, nobile e politico italiano († 1861)
- 1788 - Gabriele Laureani, presbitero, letterato e bibliotecario italiano († 1849)
- 1790 - Giovan Battista Pica, politico italiano († 1872)
- 1790 - August von Stwrtnik, generale austriaco († 1869)
- 1791 - Franz Bopp, filologo, linguista e orientalista tedesco († 1867)
- 1793 - Paul-Mathieu Laurent, storico e avvocato francese († 1877)
- 1795 - Sebastiano Balduini, banchiere e politico italiano († 1853)
- 1795 - Baldassarre Poli, filosofo italiano († 1883)
- 1797 - Joseph-Désiré Court, pittore francese († 1865)
- 1800 - Derwent Coleridge, scrittore e presbitero britannico († 1883)
- 1800 - Caroline Wedgwood, botanica inglese († 1888)

## XIX secolo(156)
- 1801 - William Mundy, politico inglese († 1877)
- 1804 - John Gould, ornitologo e naturalista britannico († 1881)
- 1804 - Louis-Désiré Maigret, missionario e vescovo cattolico francese († 1882)
- 1804 - Giovanni de Sangro, principe di Fondi, imprenditore e politico italiano († 1871)
- 1808 - Rodolfo Amando Philippi, zoologo e botanico tedesco († 1904)
- 1808 - Edoardo Giuseppe Rignon, nobile, diplomatico e politico italiano († 1853)
- 1810 - Innocenzo Ferrieri, cardinale italiano († 1887)
- 1810 - Carlo Montanari, patriota italiano († 1853)
- 1812 - Giuseppe Buzzi Leone, scultore italiano († 1843)
- 1813 - August von Krempelhuber, botanico tedesco († 1882)
- 1814 - Paolo Angelo Ballerini, patriarca cattolico italiano († 1897)
- 1817 - Stefano d'Asburgo-Lorena, austriaco († 1867)
- 1817 - Theodor Storm, poeta e scrittore tedesco († 1888)
- 1817 - Erminia d'Asburgo-Lorena, principessa austriaca († 1842)
- 1821 - Moritz Ludwig George Wichmann, astronomo tedesco († 1859)
- 1823 - William Patrick Adam, politico britannico († 1881)
- 1829 - Katti Lanner, ballerina e coreografa austriaca († 1908)
- 1830 - Giuseppe Allievo, filosofo e pedagogista italiano († 1913)
- 1832 - Giuseppe Capponi, tenore italiano († 1889)
- 1835 - Vincenzo Bracco, patriarca cattolico italiano († 1889)
- 1837 - Maria Anna di Anhalt, nobile tedesca († 1906)
- 1840 - Zéphirin Camélinat, operaio e politico francese († 1932)
- 1840 - Camillo Miola, pittore italiano († 1919)
- 1842 - Wilhelm Olivier Leube, medico tedesco († 1922)
- 1843 - Gurli Åberg, attrice teatrale svedese († 1922)
- 1844 - Ernesto Cerruti, imprenditore italiano († 1915)
- 1844 - James Smith, calciatore scozzese († 1876)
- 1845 - Charles Oberthür, entomologo francese († 1924)
- 1845 - Giovanni Piancastelli, pittore italiano († 1926)
- 1845 - Otto Georg Wetterstrand, psichiatra svedese († 1907)
- 1847 - William Edward Ayrton, fisico e ingegnere britannico († 1908)
- 1847 - Dimităr Grekov, politico bulgaro († 1901)
- 1848 - Adolf Albin, scacchista rumeno († 1920)
- 1848 - Filippo Camassei, cardinale e patriarca cattolico italiano († 1921)
- 1851 - Octave Uzanne, giornalista e editore francese († 1931)
- 1852 - Simo Matavulj, scrittore e drammaturgo serbo († 1908)
- 1853 - Albert Gauthier de Clagny, politico e avvocato francese († 1927)
- 1853 - Marc-Emile Ruchet, politico svizzero († 1912)
- 1855 - Maria di Prussia, principessa († 1888)
- 1856 - Francesco Sartorelli, pittore italiano († 1939)
- 1857 - Théodore Rivière, scultore francese († 1912)
- 1857 - Alice Stone Blackwell, attivista e editrice statunitense († 1950)
- 1857 - Ermete Zacconi, attore italiano († 1948)
- 1858 - Edward Christian, calciatore inglese († 1934)
- 1858 - Jakob Knudsen, scrittore danese († 1917)
- 1858 - Vittorio Emanuele Marzotto, imprenditore e politico italiano († 1922)
- 1859 - Arthur Henry Fox Strangways, musicologo inglese († 1948)
- 1859 - Bona Benvenisti Viterbi, scrittrice italiana († 1931)
- 1859 - Hans von Arnim, filologo classico e grecista tedesco († 1931)
- 1859 - Jānis Čakste, politico lettone († 1927)
- 1860 - Hamlin Garland, romanziere e saggista statunitense († 1940)
- 1860 - Jules Guérin, giornalista francese († 1910)
- 1862 - Antonino Cascino, generale italiano († 1917)
- 1862 - Prosper Charbonnier, fisico francese († 1936)
- 1862 - Eugen Ehrlich, sociologo austriaco († 1922)
- 1862 - Giulio Salvadori, poeta e critico letterario italiano († 1928)
- 1864 - Robert Cecil, I visconte Cecil di Chelwood, giurista, politico e diplomatico britannico († 1958)
- 1864 - Béatrice de Rothschild, socialite e collezionista d'arte francese († 1934)
- 1865 - Salvatore Segrè Sartorio, dirigente d'azienda e politico italiano († 1949)
- 1867 - Charles Théodore Brécard, generale francese († 1952)
- 1867 - Arturo Ganucci Cancellieri, politico e avvocato italiano († 1936)
- 1867 - Charles Dana Gibson, illustratore statunitense († 1944)
- 1868 - Ludwig Pollak, archeologo e mercante d'arte austro-ungarico († 1943)
- 1869 - Ljubov' Dostoevskaja, scrittrice russa († 1926)
- 1869 - Kid Nichols, giocatore di baseball statunitense († 1953)
- 1869 - John Postans, tiratore a segno britannico († 1958)
- 1871 - Luigi Macchi, politico italiano († 1942)
- 1871 - Karl Joseph Schulte, cardinale e arcivescovo cattolico tedesco († 1941)
- 1873 - Will Irwin, giornalista e scrittore statunitense († 1948)
- 1873 - Miriam Nesbitt, attrice statunitense († 1954)
- 1874 - Giovanni Rava, pittore italiano († 1944)
- 1875 - Angelo Barbagelata, ingegnere elettrotecnico italiano († 1960)
- 1876 - Ernesto Badini, baritono italiano († 1937)
- 1876 - Antoine Marie Benoît Besson, generale francese († 1969)
- 1876 - Kathleen O'Connor, pittrice australiana († 1968)
- 1876 - Ernesto Puxeddu, chimico italiano († 1949)
- 1876 - Therese Schnabel, contralto tedesco († 1959)
- 1877 - Hans Knirsch, politico austriaco († 1933)
- 1877 - Leonhard Seppala, norvegese († 1967)
- 1877 - Suddha Dibyaratana del Siam, principessa thailandese († 1922)
- 1878 - Dante Gallani, medico, politico e antifascista italiano († 1936)
- 1879 - Paule Andral, attrice francese († 1956)
- 1879 - Andreas Brecke, velista norvegese († 1952)
- 1879 - Margaret Sanger, attivista, infermiera e scrittrice statunitense († 1966)
- 1879 - Johannes Osten, schermidore olandese († 1965)
- 1880 - Jean-Pierre Esteva, ammiraglio e politico francese († 1951)
- 1880 - Archie Hahn, velocista statunitense († 1955)
- 1880 - John Halliday, attore statunitense († 1947)
- 1880 - Earl Hurd, animatore, regista e fumettista statunitense († 1940)
- 1880 - Ernest Wilkins, filologo statunitense († 1966)
- 1882 - Aldo Ascoli, ammiraglio italiano († 1959)
- 1882 - Claire Croiza, mezzosoprano francese († 1946)
- 1882 - William S. Darling, scenografo ungherese († 1964)
- 1882 - Dick Duckworth, calciatore inglese († 1965)
- 1882 - Michael Siegel, avvocato tedesco († 1979)
- 1883 - Martin Dibelius, religioso e insegnante tedesco († 1947)
- 1883 - Richard Gerstl, pittore austriaco († 1908)
- 1883 - Casimir Reuterskiöld, tiratore a segno svedese († 1953)
- 1884 - Fabijan Abrantovič, presbitero bielorusso († 1946)
- 1884 - Ma Hongbin, politico e generale cinese († 1960)
- 1885 - Vittorio Gui, direttore d'orchestra e compositore italiano († 1975)
- 1885 - Ludwig Hilberseimer, architetto e urbanista tedesco († 1967)
- 1885 - Carl de Vogt, attore e cantante tedesco († 1970)
- 1886 - Jan Masaryk, politico cecoslovacco († 1948)
- 1886 - Erich Hoepner, generale tedesco († 1944)
- 1886 - Stanley Ketchel, pugile statunitense († 1910)
- 1886 - Sigurður Nordal, scrittore e poeta islandese († 1974)
- 1886 - Arthur Palmer, tennista britannico († 1973)
- 1886 - Vane Pennell, tennista britannico († 1939)
- 1886 - Paolo Rota, vescovo cattolico italiano († 1960)
- 1887 - Paweł Kochański, violinista polacco († 1934)
- 1887 - Spiro Tipaldo Xidias, militare e avvocato italiano († 1916)
- 1888 - Osvald Moberg, ginnasta svedese († 1933)
- 1889 - Johannes Hessen, presbitero, filosofo e teologo tedesco († 1971)
- 1889 - María Capovilla, supercentenaria ecuadoriana († 2006)
- 1889 - Jean-Louis Martin, drammaturgo francese
- 1889 - Anton Olsen, calciatore danese († 1972)
- 1890 - André Gobert, tennista francese († 1951)
- 1891 - Edgar Bain, chimico statunitense († 1971)
- 1891 - José Borgatti, vescovo cattolico argentino († 1973)
- 1891 - Hussein Hegazi, calciatore egiziano († 1961)
- 1891 - Giovanni Piovesana, militare italiano († 1941)
- 1891 - Ivan Matveevič Vinogradov, matematico sovietico († 1983)
- 1892 - Casemiro do Amaral, calciatore brasiliano († 1939)
- 1893 - Ugo D'Andrea, giornalista, saggista e politico italiano († 1979)
- 1893 - Nesta Obermer, filantropa, pittrice e drammaturga britannica († 1984)
- 1894 - Gerard Bucknall, generale britannico († 1980)
- 1894 - Barbara Castleton, attrice statunitense († 1978)
- 1894 - Nicola Di Biase, ciclista su strada italiano († 1966)
- 1894 - Margaret Gibson, attrice statunitense († 1964)
- 1894 - María Grever, compositrice e paroliera messicana († 1951)
- 1894 - Guido D'Ippolito, pilota automobilistico italiano († 1933)
- 1895 - Wei Wu Wei, regista, direttore teatrale e filosofo inglese († 1986)
- 1895 - Ruth Lee, attrice statunitense († 1975)
- 1895 - José Mojica, francescano, attore e tenore messicano († 1974)
- 1895 - Leonardo Motzo, generale italiano († 1971)
- 1895 - Alfred Santell, regista, sceneggiatore e produttore cinematografico statunitense († 1981)
- 1896 - Josef Fitzthum, generale austriaco († 1945)
- 1896 - Georges Piot, canottiere francese († 1980)
- 1896 - George Goodman Simpson, militare e aviatore britannico († 1990)
- 1897 - Karl Compton, fisico statunitense († 1954)
- 1897 - Pierre Fernandez Diaz, imprenditore greco († 1943)
- 1897 - Theodor Adrian von Renteln, politico tedesco († 1946)
- 1898 - Franco Abbiati, critico musicale italiano († 1981)
- 1898 - Oliver von Beaulieu-Marconnay, aviatore e ufficiale tedesco († 1918)
- 1898 - Hal B. Wallis, produttore cinematografico statunitense († 1986)
- 1899 - Alessandro Annoni, militare italiano († 1941)
- 1899 - Hugo Benioff, geofisico e inventore statunitense († 1968)
- 1899 - José María Cavallero, vescovo cattolico uruguaiano († 1963)
- 1899 - Josef Meisinger, militare e criminale di guerra tedesco († 1947)
- 1899 - Wolf Werner Graf von der Schulenburg, militare tedesco († 1944)
- 1899 - Hendrik van Gent, astronomo olandese († 1947)
- 1900 - Alberto Cavallero, maratoneta italiano († 1968)
- 1900 - Erich Ebermayer, scrittore, sceneggiatore e avvocato tedesco († 1970)
- 1900 - Robert Florey, sceneggiatore, regista e attore francese († 1979)
- 1900 - Gustaf Johansson, hockeista su ghiaccio svedese († 1971)

## XX secolo(924)
- 1901 - Alex James, calciatore scozzese († 1953)
- 1901 - Andrej Andreevič Vlasov, generale sovietico († 1946)
- 1902 - Carlos Gracie, artista marziale brasiliano († 1994)
- 1902 - Harry Holm, ginnasta danese († 1987)
- 1902 - Nikolaj Il'ič Kamov, ingegnere aeronautico sovietico († 1973)
- 1902 - Charles T. Lanham, generale, scrittore e poeta statunitense († 1978)
- 1902 - Alice Tully, soprano e filantropa statunitense († 1993)
- 1903 - Carlo Ballerini, calciatore italiano († 1972)
- 1903 - Imre Rokken, calciatore ungherese († 1925)
- 1904 - Frank Amyot, canoista canadese († 1962)
- 1904 - Ilio Bocci, politico e partigiano italiano († 1975)
- 1904 - Flora Bramley, attrice inglese († 1993)
- 1904 - Cameron Cobbold, I barone Cobbold, banchiere inglese († 1987)
- 1904 - Dhimiter Çani, scultore albanese († 1990)
- 1904 - Semën Denisovič Ignat'ev, politico sovietico († 1983)
- 1905 - Arkadjij Nikolaevič Kol'catyj, regista sovietico († 1995)
- 1905 - Petronella van Randwijk, ginnasta olandese († 1978)
- 1906 - Flávio Costa, calciatore e allenatore di calcio brasiliano († 1999)
- 1906 - Jan Diddens, calciatore belga († 1972)
- 1906 - Marcello Mascherini, scultore e scenografo italiano († 1983)
- 1906 - Franz Rellich, matematico austriaco († 1955)
- 1906 - Severino Saoncella, pittore, scultore e fotografo italiano († 1997)
- 1907 - Solomon Asch, psicologo polacco († 1996)
- 1907 - Anna Maria Enriques Agnoletti, partigiana italiana († 1944)
- 1907 - Gina Falckenberg, attrice, scrittrice e sceneggiatrice tedesca († 1996)
- 1907 - Michele Fanelli, maratoneta italiano († 1989)
- 1907 - Helmut Himpel, dentista tedesco († 1943)
- 1907 - Francesco Scaini, pittore italiano († 1976)
- 1908 - Cėndijn Damdinsürėn, scrittore e linguista mongolo († 1986)
- 1908 - Thomas E. Gaddis, biografo statunitense († 1984)
- 1908 - Cecil Smith, pattinatrice artistica su ghiaccio canadese († 1997)
- 1909 - Bhim Singh II, principe e politico indiano († 1991)
- 1909 - Vladimir Bron, ingegnere e compositore di scacchi sovietico († 1985)
- 1909 - Kay Nelson, costumista statunitense († 2003)
- 1909 - Peter Scott, ornitologo, ambientalista e pittore britannico († 1989)
- 1910 - Giovanni Borghi, imprenditore e dirigente sportivo italiano († 1975)
- 1910 - Gaston Defferre, politico francese († 1986)
- 1910 - Jack Hawkins, attore britannico († 1973)
- 1910 - Ignazio Antonio II Hayek, patriarca cattolico siriano († 2007)
- 1910 - Giannis Latsis, armatore greco († 2003)
- 1910 - Rolf Liebermann, compositore svizzero († 1999)
- 1910 - Bernard Adolph Schriever, generale tedesco († 2005)
- 1910 - Enzo Venturelli, architetto italiano († 1996)
- 1911 - Leslie Graham, pilota motociclistico britannico († 1953)
- 1911 - Marko Mikačić, calciatore jugoslavo († 1946)
- 1911 - Art Riley, artista statunitense († 1998)
- 1912 - Costante Berselli, religioso, scrittore e partigiano italiano († 1994)
- 1912 - Eduard von Falz-Fein, bobbista, dirigente sportivo e filantropo russo († 2018)
- 1912 - Ugo Guidi, scultore italiano († 1977)
- 1913 - Annalisa Ericson, attrice svedese († 2011)
- 1913 - Sergio Laghi, militare italiano († 1936)
- 1913 - Gabrio Lombardi, giurista e politico italiano († 1994)
- 1913 - Severino Varela, calciatore uruguaiano († 1995)
- 1913 - Mario Zagari, giornalista, politico e partigiano italiano († 1996)
- 1913 - Jacobo Arbenz Guzmán, politico e militare guatemalteco († 1971)
- 1914 - Mae Boren Axton, musicista statunitense († 1997)
- 1914 - Gino Basso, cestista italiano
- 1914 - Robert Busnel, cestista, allenatore di pallacanestro e dirigente sportivo francese († 1991)
- 1914 - Manlio Di Rosa, schermidore italiano († 1989)
- 1914 - Claudio Fino, regista e sceneggiatore italiano
- 1914 - Pietro Germi, regista, sceneggiatore e attore italiano († 1974)
- 1914 - Dino Poggi, calciatore italiano († 1999)
- 1914 - Fritz Scheller, ciclista su strada tedesco († 1997)
- 1914 - Étienne Sved, fotografo francese († 1996)
- 1915 - Mario Bellagambi, generale, aviatore e militare italiano († 2001)
- 1915 - Elena Da Venezia, attrice italiana († 2003)
- 1915 - John Dobson, astronomo e divulgatore scientifico statunitense († 2014)
- 1915 - Mack Hellings, pilota automobilistico statunitense († 1951)
- 1915 - Douglas Kennedy, attore statunitense († 1973)
- 1915 - Karel Kuhn, cestista cecoslovacco († 1981)
- 1915 - Luigi Obuel, calciatore italiano († 1995)
- 1916 - Manuel Aznar Acedo, giornalista spagnolo († 2001)
- 1916 - Luis Corvalán, politico, giornalista e docente cileno († 2010)
- 1916 - Giorgio Kokoliós-Bardi, tenore greco († 1964)
- 1917 - Heinrich Ehrler, aviatore tedesco († 1945)
- 1917 - Ettore Sottsass, architetto, designer e fotografo italiano († 2007)
- 1918 - Georges Berger, pilota automobilistico belga († 1967)
- 1918 - Cachao, contrabbassista cubano († 2008)
- 1918 - Aldo Zelli, scrittore italiano († 1996)
- 1919 - Ulf Aas, illustratore norvegese († 2011)
- 1919 - Giuseppe Castelli, calciatore italiano († 1971)
- 1919 - Deryck Cooke, musicologo, compositore e conduttore radiofonico inglese († 1976)
- 1919 - Kay Medford, attrice statunitense († 1980)
- 1919 - László Ranódy, regista ungherese († 1983)
- 1919 - Giuseppe Rinaldi, attore, doppiatore e direttore del doppiaggio italiano († 2007)
- 1919 - Mario Rufini, militare e partigiano italiano († 1944)
- 1919 - Renzo Silvestri, politico e avvocato italiano († 2000)
- 1919 - Josip Takač, calciatore jugoslavo († 1991)
- 1920 - Mario Benedetti, poeta, saggista e scrittore uruguaiano († 2009)
- 1920 - Biagio Bobbio, calciatore italiano († 2006)
- 1920 - Alberto Calderón, matematico argentino († 1998)
- 1920 - Lawrence Klein, economista statunitense († 2013)
- 1920 - Alessandro Perrone, editore, giornalista e cavaliere italiano († 1980)
- 1921 - Paulo Evaristo Arns, cardinale e arcivescovo cattolico brasiliano († 2016)
- 1921 - Constance Baker Motley, giudice e politica statunitense († 2005)
- 1921 - Helmut Bantz, ginnasta tedesco († 2004)
- 1921 - Henry Cockburn, calciatore inglese († 2004)
- 1921 - Ivan Jančev, attore bulgaro († 1995)
- 1921 - Bud Palmer, cestista statunitense († 2013)
- 1921 - Enrique Sánchez-Monge y Parellada, agronomo spagnolo († 2010)
- 1921 - Zizinho, calciatore e allenatore di calcio brasiliano († 2002)
- 1922 - Michel Auclair, attore francese († 1988)
- 1922 - Giorgio Basadonna, presbitero, saggista e docente italiano († 2008)
- 1922 - Frances Bergen, attrice statunitense († 2006)
- 1922 - Ivano Corghi, allenatore di calcio e calciatore italiano († 2006)
- 1922 - Şükrü Gülesin, dirigente sportivo, giornalista e calciatore turco († 1977)
- 1922 - Lucien Nortier, illustratore, disegnatore e sceneggiatore francese († 1994)
- 1922 - Amato Novelli, patologo e poeta italiano († 2009)
- 1922 - Bruno Paparella, attivista italiano († 1977)
- 1923 - Carl-Erik Asplund, pattinatore di velocità su ghiaccio svedese († 2024)
- 1923 - Gaetano Badalamenti, mafioso italiano († 2004)
- 1923 - Paolo Bevilacqua, politico italiano († 2007)
- 1923 - Antonio Castelli, scrittore italiano († 1988)
- 1923 - Máximo Couto, pallanuotista, cestista e allenatore di pallacanestro portoghese
- 1923 - Nicholas Geōrgiadīs, scenografo, costumista e pittore greco († 2001)
- 1923 - Donald Killeen, mafioso statunitense († 1972)
- 1923 - Doug Lishman, calciatore inglese († 1994)
- 1923 - Leo Morandi, imprenditore e inventore italiano († 2009)
- 1923 - Kenny Rollins, cestista statunitense († 2012)
- 1924 - Johannes Cladders, critico d'arte tedesco († 2009)
- 1924 - Marija Nikitična Cukanova, militare sovietica († 1945)
- 1924 - Manabu Mabe, pittore brasiliano († 1997)
- 1925 - Attilio Frizzi, calciatore italiano
- 1926 - Vincenzo Agnetti, pittore, scrittore e poeta italiano († 1981)
- 1926 - Francesco Bussi, musicologo italiano
- 1926 - Michel Butor, poeta e scrittore francese († 2016)
- 1926 - Carmen Franco, I duchessa di Franco, nobile spagnola († 2017)
- 1926 - Antonio Molino Rojo, attore spagnolo († 2011)
- 1926 - Elio Quercioli, politico, giornalista e partigiano italiano († 2001)
- 1926 - Mihály Tóth, calciatore ungherese († 1990)
- 1927 - Martin Caidin, scrittore e sceneggiatore statunitense († 1997)
- 1927 - Edwin Gordon, teorico della musica e musicista statunitense († 2015)
- 1927 - Edmund Casimir Szoka, cardinale e arcivescovo cattolico statunitense († 2014)
- 1928 - Alberto Korda, fotografo cubano († 2001)
- 1928 - Emilio Lavezzari, calciatore italiano († 2009)
- 1928 - Humberto Maturana, biologo e filosofo cileno († 2021)
- 1928 - George Musey, vescovo cattolico statunitense († 1992)
- 1928 - Angus Ogilvy, nobile britannico († 2004)
- 1928 - Jack Steadman, dirigente sportivo statunitense († 2015)
- 1928 - Tarcisio Stramare, presbitero, teologo e scrittore italiano († 2020)
- 1929 - Silvestro Banchetti, pedagogo e storico della filosofia italiano († 2014)
- 1929 - Giorgio Barberi Squarotti, critico letterario, poeta e italianista italiano († 2017)
- 1929 - Hans Clarin, attore tedesco († 2005)
- 1929 - Larry Collins, giornalista e scrittore statunitense († 2005)
- 1929 - Svemir Delić, calciatore croato († 2017)
- 1929 - John Gutfreund, banchiere e imprenditore statunitense († 2016)
- 1929 - Mel Hancock, politico statunitense († 2011)
- 1929 - Ferdinand Oyono, scrittore e diplomatico camerunese († 2010)
- 1929 - Maurice Vachon, wrestler e lottatore canadese († 2013)
- 1929 - Jan Vansina, storico, antropologo e africanista belga († 2017)
- 1930 - Riccardo Bertani, linguista, scrittore e traduttore italiano († 2023)
- 1930 - Rajkumar Kohli, produttore cinematografico e regista indiano († 2023)
- 1930 - Peter Rösch, calciatore svizzero († 2006)
- 1930 - Adam Smelczyński, tiratore a volo polacco († 2021)
- 1930 - Byron Wolford, giocatore di poker statunitense († 2003)
- 1931 - Rino Avesani, filologo e paleografo italiano († 2023)
- 1931 - Gib Ford, cestista statunitense († 2017)
- 1931 - Alain Cavalier, regista, sceneggiatore e direttore della fotografia francese
- 1931 - Ivan Klíma, scrittore ceco
- 1931 - Maria Musso, velocista, ostacolista e multiplista italiana († 2024)
- 1931 - Staffan Stockenberg, tennista svedese († 2019)
- 1932 - Josh Culbreath, ostacolista statunitense († 2021)
- 1932 - Igor' Leonidovič Kirillov, giornalista sovietico († 2021)
- 1932 - Harry Sinden, ex hockeista su ghiaccio canadese
- 1932 - Corly Verlooghen, poeta surinamese († 2019)
- 1933 - Bruno Bollini, calciatore francese († 2015)
- 1933 - Zoe Caldwell, attrice e doppiatrice australiana († 2020)
- 1933 - Harve Presnell, attore statunitense († 2009)
- 1933 - Hillevi Rombin, modella svedese († 1996)
- 1933 - Annabella Rossi, antropologa e fotografa italiana († 1984)
- 1933 - Girolamo Sirchia, medico e politico italiano
- 1933 - Mihály Vasas, ex calciatore ungherese
- 1933 - Włodzimierz Wójcicki, schermidore polacco († 2017)
- 1934 - Iginio Balderi, scultore italiano († 2005)
- 1934 - Eddie Clamp, calciatore inglese († 1995)
- 1934 - Henri Grange, ex cestista francese
- 1934 - Sarah Kofman, filosofa francese († 1994)
- 1934 - Kate Millett, scrittrice e attivista statunitense († 2017)
- 1934 - Jimmy Roty, cantante italiano
- 1935 - Fujio Akatsuka, fumettista e comico giapponese († 2008)
- 1935 - Omero Andreani, allenatore di calcio e calciatore italiano († 2022)
- 1935 - Amanda Barrie, attrice britannica
- 1935 - Franco Mondini, batterista e giornalista italiano († 2019)
- 1936 - Angelo Autore, rugbista a 15 italiano († 2014)
- 1936 - Walter Koenig, attore statunitense
- 1936 - Anatolij Michajlov, ostacolista sovietico († 2022)
- 1936 - Ferid Murad, medico e farmacologo statunitense († 2023)
- 1936 - Lucas Samaras, scultore, fotografo e artista greco († 2024)
- 1936 - Ileana Stana-Ionescu, attrice e politica romena († 2024)
- 1936 - Nicol Williamson, attore britannico († 2011)
- 1937 - Eva-Maria ten Elsen, ex nuotatrice tedesca
- 1937 - Ronnie Jones, cantante e compositore statunitense
- 1937 - Antonio Magnabosco, politico italiano
- 1937 - Roar Martinsen, ex calciatore norvegese
- 1937 - Renzo Piano, architetto italiano
- 1937 - Enzo Rossi Roiss, giornalista, scrittore e poeta italiano († 2023)
- 1938 - Alfredo Alfani, politico italiano († 1984)
- 1938 - Franco Califano, cantautore, produttore discografico e attore italiano († 2013)
- 1938 - Nello Governato, calciatore, dirigente sportivo e scrittore italiano († 2019)
- 1938 - Kay Knapp, ex nuotatrice statunitense
- 1938 - Tomás Taveira, architetto portoghese
- 1938 - Tiziano Terzani, giornalista e scrittore italiano († 2004)
- 1938 - Ferdinand Willeit, politico e manager italiano († 2018)
- 1939 - Ramón Barreto, arbitro di calcio uruguaiano († 2015)
- 1939 - Giovanni Brenna, allenatore di calcio e ex calciatore italiano
- 1939 - Joana Fomm, attrice brasiliana
- 1939 - Vito Gnutti, politico italiano († 2008)
- 1939 - Romano Mazzini, scultore e ceramista italiano († 2013)
- 1939 - John McKibbon, cestista canadese († 2024)
- 1939 - Pier Luigi Pizzaballa, ex calciatore italiano
- 1939 - Ken Rice, giocatore di football americano statunitense († 2020)
- 1939 - Renato Scarpa, attore italiano († 2021)
- 1939 - Andrea Vecchio, imprenditore e ex politico italiano
- 1940 - Larry Brown, allenatore di pallacanestro e ex cestista statunitense
- 1940 - Ramón del Hoyo López, vescovo cattolico spagnolo
- 1941 - Sergej Drejden, attore sovietico († 2023)
- 1941 - Arlette Farge, storica francese
- 1941 - Terry Harkin, ex calciatore nordirlandese
- 1941 - Nicola Samale, compositore, direttore d'orchestra e musicologo italiano
- 1941 - Joan Trumpauer Mulholland, attivista statunitense
- 1941 - Franco Vanzini, calciatore e allenatore di calcio italiano († 2019)
- 1942 - Alida Benetto Ravetto, politica italiana
- 1942 - José Luis González, calciatore messicano († 1995)
- 1942 - Oliver Lake, sassofonista, flautista e compositore statunitense
- 1942 - John Lehman, politico statunitense
- 1942 - Bernard MacLaverty, scrittore britannico
- 1942 - Nicole Pierre, ex cestista francese
- 1942 - Riccardo Talarini, allenatore di calcio e ex calciatore italiano
- 1942 - Toshio Tamano, karateka e maestro di karate giapponese
- 1942 - Ėliso Virsaladze, pianista georgiana
- 1943 - George Sutor, cestista statunitense († 2011)
- 1943 - Ratomir Tvrdić, cestista jugoslavo († 2024)
- 1943 - Marcos Valle, cantante, compositore e arrangiatore brasiliano
- 1943 - Jean-Pierre Velly, incisore, pittore e disegnatore francese († 1990)
- 1944 - Alberto Armeni, compositore di scacchi italiano
- 1944 - Joey Heatherton, attrice e ballerina statunitense
- 1944 - Rowena Morrill, artista e illustratrice statunitense († 2021)
- 1944 - Günter Netzer, ex calciatore e dirigente sportivo tedesco
- 1944 - Ni Orsi, ex sciatore alpino e sciatore nautico statunitense
- 1944 - Antoine Vũ Huy Chương, vescovo cattolico vietnamita
- 1945 - Mario Fara, calciatore e dirigente sportivo italiano († 2005)
- 1945 - Frei Tito, religioso brasiliano († 1974)
- 1945 - Aldo Poy, ex calciatore argentino
- 1945 - Wolfgang Seguin, ex calciatore tedesco orientale
- 1945 - Bernard Tissier de Mallerais, vescovo cattolico francese († 2024)
- 1945 - Annamária Tóth, multiplista e velocista ungherese († 2023)
- 1946 - Pete Agnew, bassista britannico
- 1946 - Dida Drăgan, cantante e paroliere rumena
- 1946 - José Manuel Fernández García, calciatore spagnolo († 2008)
- 1946 - Dave Harding, ex calciatore inglese
- 1946 - Milena Manni, cantante italiana
- 1946 - Volodymyr Muntjan, allenatore di calcio e ex calciatore sovietico
- 1946 - Rainer Schlutter, ex calciatore tedesco orientale
- 1946 - Wolfgang Sühnholz, calciatore tedesco († 2019)
- 1946 - Pietro Tidei, politico italiano
- 1947 - David Jonassen, pedagogista statunitense († 2012)
- 1947 - Sam Neill, attore neozelandese
- 1947 - Luciano Pallini, politico italiano
- 1947 - Jerzy Popiełuszko, presbitero polacco († 1984)
- 1947 - Wolfgang Schwarz, ex pattinatore artistico su ghiaccio austriaco
- 1947 - Jamie Selkirk, montatore e produttore cinematografico neozelandese
- 1947 - William Taylor Jr., diplomatico statunitense
- 1947 - Philippe Vorbe, allenatore di calcio e ex calciatore haitiano
- 1948 - Vincenzo Aita, politico italiano
- 1948 - Mario Conde, banchiere, avvocato e politico spagnolo
- 1948 - Michael W. Doyle, politologo statunitense
- 1948 - Goh Choo San, ballerino e coreografo cinese († 1987)
- 1948 - Carlo Parri, scrittore italiano
- 1948 - Robert Buford Pippin, filosofo statunitense
- 1948 - Fred Smith, chitarrista e bassista statunitense († 1994)
- 1948 - Robert Taylor, velocista statunitense († 2007)
- 1949 - Viktor Aboimov, ex nuotatore sovietico
- 1949 - Steve Gaines, chitarrista statunitense († 1977)
- 1949 - Michael Häupl, politico austriaco
- 1949 - Ed King, musicista statunitense († 2018)
- 1949 - Gérard Larcher, politico e veterinario francese
- 1949 - Gerolamo Pellicanò, giurista e politico italiano
- 1949 - Tommy Seebach, cantautore danese († 2003)
- 1950 - Ilona Bruzsenyák, ex lunghista, multiplista e ostacolista ungherese
- 1950 - Robert Costanza, economista statunitense
- 1950 - Howard Deutch, regista e produttore televisivo statunitense
- 1950 - Mathieu Grosch, politico belga
- 1950 - Joško Joras, politico sloveno
- 1950 - Ademir Kenović, regista bosniaco
- 1950 - Paul Kossoff, chitarrista inglese († 1976)
- 1950 - Masami Kuwashima, ex pilota automobilistico giapponese
- 1950 - Massimo Mangano, allenatore di pallacanestro e giornalista italiano († 2000)
- 1950 - Michael Reaves, scrittore e sceneggiatore statunitense († 2023)
- 1950 - Eugene H. Trinh, ex astronauta e biochimico vietnamita
- 1950 - Zoran Vraneš, allenatore di calcio e ex calciatore serbo
- 1951 - Arrigo Barnabé, musicista, cantante e attore brasiliano
- 1951 - Blasco Bonito, informatico italiano
- 1951 - Mary Fleener, fumettista statunitense
- 1951 - Michel Gomez, ex cestista e allenatore di pallacanestro francese
- 1951 - Duncan Haldane, fisico britannico
- 1951 - Kim Jin-kook, ex calciatore sudcoreano
- 1951 - Joe McDonnell, attivista britannico († 1981)
- 1951 - Volodymyr Mel'nykov, scrittore, poeta e compositore ucraino
- 1951 - Walter Montini, politico italiano
- 1951 - Jurij Sauch, calciatore sovietico († 2021)
- 1951 - Mario Trabucco, violinista italiano († 2025)
- 1952 - Janice Beach, cestista e allenatrice di pallacanestro statunitense († 2017)
- 1952 - Martyn Burke, giornalista, scrittore e sceneggiatore canadese
- 1952 - Roberto Cenni, imprenditore e politico italiano
- 1952 - Francesco Corni, disegnatore italiano († 2020)
- 1952 - Alberto Guidaben, cestista filippino
- 1952 - Antonino Madonia, mafioso italiano
- 1952 - Margit Schumann, slittinista tedesca orientale († 2017)
- 1952 - Jindřich Svoboda, ex calciatore cecoslovacco
- 1952 - Gabriela Trmal, ex cestista austriaca
- 1952 - Philippe Val, giornalista, scrittore e cantante francese
- 1953 - François Alfonsi, politico francese
- 1953 - Paolo Cuccia, dirigente d'azienda e imprenditore italiano
- 1953 - Jan Leitner, ex lunghista cecoslovacco
- 1953 - Marie Amélie Lopez, ex cestista senegalese
- 1953 - Önder Mustafaoğlu, calciatore turco († 1982)
- 1953 - Judy Playfair, ex nuotatrice australiana
- 1953 - Severino Vasconcelos, ex calciatore brasiliano
- 1953 - Robert Wisdom, attore statunitense
- 1954 - Roberto Avogadro, politico italiano
- 1954 - Gloria Buffo, politica italiana
- 1954 - Josip Čop, ex calciatore jugoslavo
- 1954 - Andrea Crisanti, microbiologo, divulgatore scientifico e politico italiano
- 1954 - Al Darby, ex giocatore di football americano statunitense
- 1954 - Lars Hansen, ex cestista danese
- 1954 - Michael Patrick King, regista e produttore televisivo statunitense
- 1954 - María Elena Sarría, ex pesista cubana
- 1954 - Buzz Schneider, ex hockeista su ghiaccio statunitense
- 1954 - David Wojnarowicz, artista, fotografo e scrittore statunitense († 1992)
- 1955 - Geraldine Brooks, scrittrice e giornalista australiana
- 1955 - Roberto Costa, bassista, arrangiatore e tecnico del suono italiano
- 1955 - Nicola Latorre, politico e politologo italiano
- 1955 - Papa Leone XIV, papa statunitense
- 1955 - Sophia Lombardo, attrice italiana
- 1955 - George Mount, ex ciclista su strada statunitense
- 1955 - Alvin Scott, ex cestista statunitense
- 1955 - Pak Thae-song, politico nordcoreano
- 1955 - Guðjón Þórðarson, ex calciatore e allenatore di calcio islandese
- 1955 - Pier Vittorio Tondelli, scrittore, curatore editoriale e saggista italiano († 1991)
- 1956 - Béla Bodonyi, ex calciatore ungherese
- 1956 - Silvio Denz, imprenditore svizzero
- 1956 - Kōstas Karamanlīs, politico greco
- 1956 - Viktor Kobzev, regista sovietico
- 1956 - Jan Erik Olsen, ex calciatore norvegese
- 1956 - Nathalie Roussel, attrice francese
- 1956 - Edoardo Tortarolo, storico e scrittore italiano
- 1956 - Maxime Verhagen, ex politico olandese
- 1956 - Ray Wilkins, calciatore e allenatore di calcio britannico († 2018)
- 1957 - Federico Del Prete, sindacalista italiano († 2002)
- 1957 - Bruno Delbonnel, direttore della fotografia francese
- 1957 - Zorica Đurković, ex cestista jugoslava
- 1957 - Daniele Gianotti, vescovo cattolico e teologo italiano
- 1957 - Mario Iozzo, archeologo e funzionario italiano
- 1957 - Lex Peterson, imprenditore e bobbista neozelandese († 2004)
- 1957 - Steven Jay Russell, criminale e truffatore statunitense
- 1957 - Helmut Schulte, dirigente sportivo e allenatore di calcio tedesco
- 1957 - Marco Visconti, architetto italiano
- 1957 - Tonino Zera, scenografo italiano
- 1958 - Michael Böllner, attore tedesco
- 1958 - Debbie Cameron, cantante statunitense
- 1958 - Beth Nielsen Chapman, cantautrice statunitense
- 1958 - Paul Clark, ex calciatore inglese
- 1958 - Giuseppe Guerini, ex calciatore italiano
- 1958 - John Herrington, ex astronauta e imprenditore statunitense
- 1958 - Robert McCall, danzatore su ghiaccio canadese († 1991)
- 1959 - Kirk Baltz, attore e doppiatore statunitense
- 1959 - Gary Cady, attore britannico
- 1959 - Keith Gary, ex giocatore di football americano statunitense
- 1959 - Ashlyn Gere, attrice e attrice pornografica statunitense
- 1959 - François Grin, economista svizzero
- 1959 - Morten Harket, cantante, musicista e compositore norvegese
- 1959 - Ferenc Hegedűs, ex schermidore ungherese
- 1959 - Mike Hunter, pugile statunitense († 2006)
- 1959 - Aleksandr Karavajev, ex cestista estone
- 1959 - Haviland Morris, attrice statunitense
- 1959 - Nicodemo Parrilla, medico e politico italiano
- 1959 - Finn Poncin, attore e doppiatore olandese
- 1959 - Hans Richter, calciatore tedesco orientale († 2023)
- 1959 - Ênio Ângelo Vecchi, allenatore di pallacanestro brasiliano
- 1960 - Anthony Addabbo, attore statunitense († 2016)
- 1960 - Sergio Angulo, allenatore di calcio e ex calciatore colombiano
- 1960 - Mirko Bašić, ex pallamanista e allenatore di pallamano croato
- 1960 - Ariel Holan, allenatore di calcio argentino
- 1960 - Peter Knust, ex nuotatore tedesco occidentale
- 1960 - Melissa Leo, attrice statunitense
- 1960 - Darrell Lockhart, ex cestista statunitense
- 1960 - Vitalij Lukin, regista sovietico
- 1960 - Radames Pera, attore statunitense
- 1960 - Christian Petzold, regista e sceneggiatore tedesco
- 1960 - Rino Piscitello, politico italiano
- 1960 - Callum Keith Rennie, attore britannico
- 1960 - Giovanni Renosto, ex ciclista su strada e pistard italiano
- 1960 - Shelton Robinson, ex giocatore di football americano statunitense
- 1960 - Antal Róth, allenatore di calcio e ex calciatore ungherese
- 1960 - Jean-Paul Salomé, regista e sceneggiatore francese
- 1960 - Tim Somerville, giocatore di curling statunitense
- 1960 - Remo Zito, cantante, musicista e compositore italiano
- 1960 - Emil Čuprenski, pugile bulgaro († 2025)
- 1961 - Marc Beaumont, vescovo cattolico francese
- 1961 - Steven Donziger, avvocato statunitense
- 1961 - Martina Gedeck, attrice tedesca
- 1961 - Géza Wittmann, allenatore di calcio e ex calciatore ungherese
- 1962 - Mariano Apicella, cantante e chitarrista italiano
- 1962 - Gianluca Benamati, politico italiano
- 1962 - Bonnie Jo Campbell, scrittrice statunitense
- 1962 - George Lawrence, ex calciatore inglese
- 1962 - Madhavi, attrice indiana
- 1962 - Marco Marzocca, comico, attore e imitatore italiano
- 1962 - Hamlet Mxit'aryan, calciatore sovietico († 1996)
- 1962 - Tore Nilsen, ex calciatore norvegese
- 1962 - Evgenij Vadimovič Rojzman, politico russo
- 1962 - René Sylvestre, giurista haitiano († 2021)
- 1962 - Yang Zhaohui, ex calciatore cinese
- 1963 - Tony Becker, attore statunitense
- 1963 - Lester Benjamin, ex lunghista antiguo-barbudano
- 1963 - Franck Butter, ex cestista francese
- 1963 - Jaromír Dragan, ex hockeista su ghiaccio cecoslovacco
- 1963 - Mária Schwarcz, ex cestista ungherese
- 1964 - Stephen Dunham, attore statunitense († 2012)
- 1964 - Faith Ford, attrice statunitense
- 1964 - Laurent Fournier, allenatore di calcio e ex calciatore francese
- 1964 - Kurt Gouveia, ex giocatore di football americano statunitense
- 1964 - Paoletta Magoni, ex sciatrice alpina italiana
- 1964 - Angela Maraventano, politica italiana
- 1964 - Carolina Mújica, ex cestista spagnola
- 1964 - Terrence Paul, ex canottiere canadese
- 1964 - Chantal Schelkens, ex cestista belga
- 1965 - Catherine Bader-Bille, ex atleta paralimpica tedesca
- 1965 - Stefano Bessoni, regista e illustratore italiano
- 1965 - Mariana Briski, attrice argentina († 2014)
- 1965 - Mark Dodd, ex calciatore statunitense
- 1965 - Dmitrij Medvedev, politico russo
- 1965 - Levon Mnatsakanyan, generale armeno
- 1965 - Kevin O'Hare, direttore artistico e ex ballerino britannico
- 1965 - Michelle Stafford, attrice statunitense
- 1965 - Yoshinori Taguchi, ex calciatore giapponese
- 1965 - Edoardo Winspeare, regista, sceneggiatore e attore italiano
- 1966 - Klemen Bergant, allenatore di sci alpino e ex sciatore alpino sloveno
- 1966 - Alfonso Cortijo, allenatore di calcio e ex calciatore spagnolo
- 1966 - Nikola Jurčević, allenatore di calcio e ex calciatore croato
- 1966 - Manis Lamond, ex calciatore papuano
- 1966 - Angelo Pagliaccetti, allenatore di calcio e ex calciatore italiano
- 1966 - Iztok Puc, pallamanista croato († 2011)
- 1966 - Doug Spradley, ex cestista e allenatore di pallacanestro statunitense
- 1966 - Jino Touche, contrabbassista e chitarrista mauriziano
- 1967 - Franz Aigner, allenatore di calcio e ex calciatore austriaco
- 1967 - Paul Budnitz, imprenditore statunitense
- 1967 - Dan Cortese, attore e conduttore televisivo statunitense
- 1967 - Alon Hazan, allenatore di calcio e ex calciatore israeliano
- 1967 - Jens Lien, regista norvegese
- 1967 - Anna Malle, attrice pornografica e regista statunitense († 2006)
- 1967 - K.C. Martel, attore canadese
- 1967 - Ivan Masařík, biatleta ceco
- 1967 - Masis Mayilyan, politico karabakho
- 1967 - John Power, chitarrista e bassista britannico
- 1967 - Ri Myung-hun, ex cestista nordcoreano
- 1967 - Beatrice Schiros, attrice italiana
- 1967 - Adrian Ursea, allenatore di calcio e ex calciatore rumeno
- 1967 - Valerij Zacharevič, ex schermidore russo
- 1968 - Pete Chilcutt, ex cestista statunitense
- 1968 - Siniša Ergotić, ex lunghista croato
- 1968 - Sálvio Fagundes, ex arbitro di calcio brasiliano
- 1968 - Federica Fantozzi, scrittrice e giornalista italiana
- 1968 - Bajram Fraholli, ex calciatore albanese
- 1968 - Jorge Luis Gómez, ex calciatore cileno
- 1968 - Ginger Helgeson, ex tennista statunitense
- 1968 - Karin Kschwendt, ex tennista austriaca
- 1968 - Dejan Mijatović, allenatore di pallacanestro serbo
- 1968 - Josef Pröll, politico austriaco
- 1968 - Uladzimir Sasimovič, ex giavellottista bielorusso
- 1968 - Grant Shapps, politico britannico
- 1968 - Otello Stefanini, carabiniere italiano († 1991)
- 1968 - Shūichi Yoshida, scrittore giapponese
- 1968 - Zhai Biao, ex calciatore cinese
- 1969 - Francesco Antonioli, allenatore di calcio e ex calciatore italiano
- 1969 - Vicente Aparicio, ex ciclista su strada spagnolo
- 1969 - Bong Joon-ho, regista, sceneggiatore e produttore cinematografico sudcoreano
- 1969 - Darío René Espínola, calciatore paraguaiano († 2024)
- 1969 - Paulina Gálvez, attrice e ballerina spagnola
- 1969 - Konstadinos Koukodímos, ex lunghista greco
- 1969 - Roberto Mariano, attore italiano († 1990)
- 1969 - Chris Rossouw, ex rugbista a 15 sudafricano
- 1969 - Indrek Rumma, ex cestista estone
- 1969 - Gregory Serper, scacchista uzbeko
- 1969 - Stan Siorovigas, ex calciatore e ex giocatore di calcio a 5 canadese
- 1969 - Monika Vana, politica austriaca
- 1970 - Akinyele, rapper statunitense
- 1970 - Mike Burns, dirigente sportivo e ex calciatore statunitense
- 1970 - Francesco Casagrande, mountain biker e ex ciclista su strada italiano
- 1970 - Chryste Gaines, ex velocista statunitense
- 1970 - Robert Ben Garant, attore, regista e comico statunitense
- 1970 - Janne Hyppönen, allenatore di calcio finlandese
- 1970 - Ketanji Brown Jackson, giudice statunitense
- 1970 - Satoshi Kojima, wrestler giapponese
- 1970 - Farah White, attrice, regista e produttrice cinematografica statunitense
- 1970 - Crawford Palmer, ex cestista statunitense
- 1970 - Simone Resta, ingegnere italiano
- 1970 - Laura Romano, doppiatrice e attrice italiana
- 1971 - Rachid Benmahmoud, allenatore di calcio e ex calciatore marocchino
- 1971 - Vladimír Chvátil, autore di giochi e autore di videogiochi ceco
- 1971 - Jenny Colgan, scrittrice britannica
- 1971 - Linval Dixon, ex calciatore giamaicano
- 1971 - Jonathan Haynes, ex cestista statunitense
- 1971 - Pat Healy, attore statunitense
- 1971 - Jeff Loomis, chitarrista statunitense
- 1971 - Andre Matos, cantante e pianista brasiliano († 2019)
- 1971 - Christopher McCulloch, fumettista, sceneggiatore e doppiatore statunitense
- 1971 - Bill Pilczuk, ex nuotatore statunitense
- 1971 - Amir Yusuf Pohan, ex calciatore indonesiano
- 1971 - Stefano Quaranta, politico italiano
- 1971 - Alphonse Tchami, ex calciatore camerunese
- 1971 - Kimberly Williams-Paisley, attrice statunitense
- 1972 - Petra Bleisch Bouzar, islamista svizzera
- 1972 - Jens Deimel, ex sciatore nordico tedesco
- 1972 - Stauros Geōrgiou, ex calciatore cipriota
- 1972 - JT Money, rapper statunitense
- 1972 - Daryl Morey, dirigente sportivo statunitense
- 1972 - Peter Németh, allenatore di calcio e ex calciatore slovacco
- 1972 - Tomaso Tatti, dirigente sportivo, allenatore di calcio e ex calciatore italiano
- 1972 - David Vavruška, allenatore di calcio ceco
- 1973 - Dominique Arnold, ex ostacolista statunitense
- 1973 - Alessandro Canino, cantante italiano
- 1973 - Simone Cecchetti, fotografo italiano
- 1973 - Vincent Cespedes, filosofo, scrittore e commediografo francese
- 1973 - Andrew Lincoln, attore britannico
- 1973 - Pavel Novotný, allenatore di calcio e ex calciatore ceco
- 1973 - Linvoy Primus, ex calciatore inglese
- 1973 - Nas, rapper, produttore discografico e attivista statunitense
- 1974 - Patrick van Balkom, ex velocista olandese
- 1974 - Sebastjan Cimirotič, ex calciatore sloveno
- 1974 - Hicham El Guerrouj, ex mezzofondista marocchino
- 1974 - Art'owr K'očaryan, ex calciatore armeno
- 1974 - Itaco Nardulli, attore italiano († 1991)
- 1974 - Sunday Oliseh, allenatore di calcio, dirigente sportivo e ex calciatore nigeriano
- 1974 - Gilles Paquet-Brenner, regista e sceneggiatore francese
- 1974 - Laura Sippola, cantautrice e pianista finlandese
- 1974 - Yordi, ex calciatore spagnolo
- 1975 - Tomás Campos, ex calciatore messicano
- 1975 - John Haughm, musicista statunitense
- 1975 - Iliana Ivanova, economista e politica bulgara
- 1975 - João Rafael Kapango, ex calciatore mozambicano
- 1975 - Babak Najafi, regista e sceneggiatore iraniano
- 1975 - Romain Poite, arbitro di rugby a 15 francese
- 1975 - Corneliu Porumboiu, regista e sceneggiatore rumeno
- 1975 - Licia Ronzulli, politica italiana
- 1975 - Marian Simion, ex pugile rumeno
- 1975 - Boris Vasković, ex calciatore serbo
- 1975 - Marcos Joaquim dos Santos, ex calciatore brasiliano
- 1976 - Austin Basis, attore statunitense
- 1976 - Agustín Calleri, ex tennista argentino
- 1976 - Mirko Giansanti, pilota motociclistico italiano († 2023)
- 1976 - Dirk Heidolf, pilota motociclistico tedesco
- 1976 - Marty Holah, ex rugbista a 15 neozelandese
- 1976 - Kevin Lyttle, cantante sanvincentino
- 1976 - Fatime Ndiaye, ex cestista senegalese
- 1976 - Lionel Nallet, rugbista a 15 francese
- 1976 - Indriyanto Nugroho, ex calciatore indonesiano
- 1976 - Raptile, rapper tedesco
- 1976 - Keith Robinson, ex rugbista a 15 neozelandese
- 1976 - Paolo Scannavino, attore, circense e illusionista italiano
- 1976 - Roman Ščurenko, ex lunghista ucraino
- 1977 - Malik Bendjelloul, attore e regista svedese († 2014)
- 1977 - Charles Gillibert, produttore cinematografico francese
- 1977 - DeSean Hadley, ex cestista e allenatore di pallacanestro statunitense
- 1977 - Wes Hart, ex calciatore statunitense
- 1977 - Andreas Hurschler, ex combinatista nordico svizzero
- 1977 - Thomas Leeb, chitarrista austriaco
- 1977 - Miyu Matsuki, doppiatrice giapponese († 2015)
- 1977 - Alexsandro de Souza, allenatore di calcio e ex calciatore brasiliano
- 1977 - Andréia Suntaque, calciatrice e dirigente sportiva brasiliana
- 1977 - Fevzi Tuncay, ex calciatore turco
- 1977 - Yang Yang, ex pattinatrice di short track cinese
- 1977 - Zhu Yi, ex nuotatore cinese
- 1978 - Alexander Aas, ex calciatore norvegese
- 1978 - Ben Cohen, rugbista a 15 e attivista britannico
- 1978 - Giuseppe Costantino, ex cestista e allenatore di pallacanestro italiano
- 1978 - Ron DeSantis, politico e ex militare statunitense
- 1978 - Stéphane Dumas, ex cestista e allenatore di pallacanestro francese
- 1978 - Carmen Kass, supermodella estone
- 1978 - Dariusz Łatka, ex calciatore polacco
- 1978 - Kevin Melson, ex cestista statunitense
- 1978 - Silvia Navarro, attrice messicana
- 1978 - Oluoma Nnamaka, ex cestista svedese
- 1978 - Teddy Park, rapper, compositore e produttore discografico sudcoreano
- 1978 - Danielle Peck, cantautrice statunitense
- 1978 - Mario Regueiro, ex calciatore uruguaiano
- 1978 - Stefania Rivi, attrice italiana
- 1978 - Evelina Rodigari, ex pattinatrice di short track italiana
- 1978 - Adrian Rolko, ex calciatore ceco
- 1978 - Walter Santarossa, cestista e allenatore di pallacanestro italiano
- 1978 - Charlie Winston, cantautore britannico
- 1979 - Brandon Jon Abel, ex hockeista su ghiaccio statunitense
- 1979 - Julio Gutiérrez, ex calciatore cileno
- 1979 - Ivica Olić, allenatore di calcio e ex calciatore croato
- 1979 - Adalid Puerto, ex calciatore honduregno
- 1979 - Antônio Silva, artista marziale misto brasiliano
- 1979 - Lorenzo Tugnoli, fotografo italiano
- 1980 - Nicolas Beney, ex calciatore svizzero
- 1980 - Steven Canals, sceneggiatore, produttore televisivo e regista statunitense
- 1980 - Daniele Di Resta, ex arbitro di calcio a 5 italiano
- 1980 - Luca Galletti, velocista italiano
- 1980 - Luis Horna, ex tennista peruviano
- 1980 - Matti Kovler, compositore russo
- 1980 - Mauro Meconi, attore italiano
- 1980 - Elton Muçollari, ex calciatore e giocatore di calcio a 5 albanese
- 1980 - Ayo, cantautrice tedesca
- 1980 - Ivan Radeljić, allenatore di calcio e ex calciatore bosniaco
- 1980 - Layne Ulmer, ex hockeista su ghiaccio canadese
- 1981 - Yumi Adachi, attrice e cantante giapponese
- 1981 - Martín Aguirre, ex calciatore argentino
- 1981 - Glenn Cronin, ex calciatore irlandese
- 1981 - Sarah Dawn Finer, cantautrice, attrice e doppiatrice svedese
- 1981 - Martin Gould, giocatore di snooker inglese
- 1981 - Miyavi, cantautore, musicista e produttore discografico giapponese
- 1981 - Stefan Reisinger, ex calciatore tedesco
- 1981 - Ashley Roberts, cantante, conduttrice televisiva e personaggio televisivo statunitense
- 1981 - Mario Rafael Rodríguez, ex calciatore guatemalteco
- 1981 - Yang Dong-geun, ex cestista sudcoreano
- 1981 - Mehmet Yıldız, ex calciatore turco
- 1982 - Sunrise Adams, ex attrice pornografica statunitense
- 1982 - Wes Carr, cantautore e polistrumentista australiano
- 1982 - Brian Dorby, calciatore seychellese
- 1982 - Aykut Erçetin, ex calciatore turco
- 1982 - Josh Gardner, ex calciatore statunitense
- 1982 - Anouar Hadouir, ex calciatore olandese
- 1982 - Leroy Hill, ex giocatore di football americano statunitense
- 1982 - Yoshiko Kira, politica giapponese
- 1982 - Florian Mader, ex calciatore austriaco
- 1982 - Miron Muslić, allenatore di calcio e ex calciatore austriaco
- 1982 - Hiroki Narimiya, attore e modello giapponese
- 1982 - Andrius Petreikis, ex calciatore lituano
- 1982 - Petr Průcha, ex hockeista su ghiaccio ceco
- 1982 - Denïs Şçetkïn, calciatore kazako
- 1982 - Bruno Zanotti, ex cestista paraguaiano
- 1983 - Andres Ambühl, ex hockeista su ghiaccio svizzero
- 1983 - Olivier Auriac, ex calciatore francese
- 1983 - Arash Borhani, ex calciatore iraniano
- 1983 - Khosro Heydari, ex calciatore iraniano
- 1983 - Mohammad Reza Khalatbari, ex calciatore iraniano
- 1983 - Wilson Matias, ex calciatore brasiliano
- 1983 - Moshe Mishaelof, ex calciatore israeliano
- 1983 - Augusta Montaruli, politica italiana
- 1983 - Vittoria Panizzon, cavallerizza italiana
- 1983 - Marco Raduano, mafioso italiano
- 1983 - Frostee Rucker, ex giocatore di football americano statunitense
- 1983 - Mestawet Tufa, mezzofondista e maratoneta etiope
- 1983 - Peter Wadabwa, ex calciatore malawiano
- 1983 - Amy Winehouse, cantautrice britannica († 2011)
- 1983 - Jennifer Zietz, allenatrice di calcio e ex calciatrice tedesca
- 1984 - Sonja Bertram, attrice tedesca
- 1984 - Lethal Bizzle, rapper britannico
- 1984 - Jonathan Bottinelli, ex calciatore argentino
- 1984 - Gonzalo Castro Irizábal, calciatore uruguaiano
- 1984 - Donny Cates, scrittore e fumettista statunitense
- 1984 - André De Vanny, attore e doppiatore australiano
- 1984 - Boucader Diallo, ex calciatore maliano
- 1984 - Emilio Hernández, calciatore cileno
- 1984 - Winston Justice, giocatore di football americano statunitense
- 1984 - Valery Kashuba, ex calciatore kirghiso
- 1984 - Ayushmann Khurrana, attore, cantante e conduttore televisivo indiano
- 1984 - Adam Lamberg, attore statunitense
- 1984 - Aymen Mathlouthi, ex calciatore tunisino
- 1984 - Jake M. Smith, attore statunitense
- 1984 - Steve Vallos, ex giocatore di football americano statunitense
- 1984 - Fernanda Vasconcellos, attrice, ballerina e doppiatrice brasiliana
- 1984 - Tom Veelers, dirigente sportivo e ex ciclista su strada olandese
- 1984 - Christopher Zeller, hockeista su prato tedesco
- 1985 - Andrea Barabotti, politico italiano
- 1985 - Alex Clare, cantautore britannico
- 1985 - King Dunlap, giocatore di football americano statunitense
- 1985 - Mouhammad Faye, cestista senegalese
- 1985 - Vanessa Fernandes, triatleta portoghese
- 1985 - Emiliano Giglioli, pallavolista italiano
- 1985 - Brandon Hicks, ex giocatore di baseball statunitense
- 1985 - Shannon Kane, attrice statunitense
- 1985 - Marc Minguell, ex pallanuotista spagnolo
- 1985 - Maicon Thiago Pereira de Souza, ex calciatore brasiliano
- 1985 - Riccardo Ros, ex arbitro di calcio italiano
- 1985 - Anđelo Šetka, ex pallanuotista croato
- 1985 - Martin Tůma, ex hockeista su ghiaccio ceco
- 1985 - Aya Ueto, attrice e cantante giapponese
- 1985 - Dilshad Vadsaria, attrice pakistana
- 1985 - Ismael Valadéz, ex calciatore messicano
- 1986 - Ahmad Abdel-Halim, calciatore giordano
- 1986 - Paul Brannigan, attore scozzese
- 1986 - Laura Castelli, politica italiana
- 1986 - Luis Fernando Fuentes, calciatore messicano
- 1986 - Hallbera Guðný Gísladóttir, calciatrice islandese
- 1986 - Wataru Hashimoto, calciatore giapponese
- 1986 - Michelle Jenner, attrice spagnola
- 1986 - Lionel Larry, velocista statunitense
- 1986 - Courtney Mathewson, ex pallanuotista statunitense
- 1986 - Moon Sung-min, pallavolista sudcoreano
- 1986 - Aymen Mouelhi, calciatore spagnolo
- 1986 - Steven Naismith, allenatore di calcio e ex calciatore scozzese
- 1986 - Barış Özbek, allenatore di calcio e ex calciatore tedesco
- 1986 - Berat Sadik, calciatore finlandese
- 1986 - Alan Sheehan, allenatore di calcio e ex calciatore irlandese
- 1986 - Tinchy Stryder, rapper e produttore discografico britannico
- 1986 - Ai Takahashi, cantante, modella e attrice giapponese
- 1986 - Issei Takayanagi, ex calciatore giapponese
- 1986 - A.J. Trauth, attore statunitense
- 1986 - Reggie Williams, ex cestista statunitense
- 1987 - Alade Aminu, ex cestista statunitense
- 1987 - Diego Assis, ex calciatore brasiliano
- 1987 - Francesca Bocca-Aldaqre, teologa e scrittrice italiana
- 1987 - Cameron Bradfield, giocatore di football americano statunitense
- 1987 - Aljaksandr Bury, ex tennista bielorusso
- 1987 - Teodorico Caporaso, marciatore italiano
- 1987 - Alicia Coutts, ex nuotatrice australiana
- 1987 - Michael Crabtree, ex giocatore di football americano statunitense
- 1987 - Miriam Dalmazio, attrice italiana
- 1987 - Francesco Della Rocca, allenatore di calcio e ex calciatore italiano
- 1987 - Chad Duell, attore e modello statunitense
- 1987 - Vítor Hugo Gomes Passos, ex calciatore portoghese
- 1987 - Julie Jášová, pallavolista ceca
- 1987 - Filip Nedeljković, giocatore di football americano serbo
- 1987 - Alex Parsons, giocatore di football americano statunitense
- 1987 - Gašper Vidmar, ex cestista sloveno
- 1988 - Edoardo Alescio, giocatore di poker italiano
- 1988 - Dario Chistolini, rugbista a 15 e allenatore di rugby a 15 italiano
- 1988 - Ogonna Chukwudi, calciatrice nigeriana
- 1988 - Anatolii Cîrîcu, sollevatore moldavo
- 1988 - Zoltán Dróth, giocatore di calcio a 5 ungherese
- 1988 - Martin Fourcade, ex sciatore nordico francese
- 1988 - Muni Long, cantautrice e paroliera statunitense
- 1988 - Jeon Ga-eul, calciatrice sudcoreana
- 1988 - Hayley Jones, velocista britannica
- 1988 - Maicon Pereira Roque, calciatore brasiliano
- 1988 - Sean Maitland, rugbista a 15 neozelandese
- 1988 - Luiz Otávio, calciatore brasiliano
- 1988 - Dzmitryj Rėkiš, calciatore bielorusso
- 1988 - Diogo Salomão, calciatore portoghese
- 1989 - Jessica Brown Findlay, attrice britannica
- 1989 - Jimmy Butler, cestista statunitense
- 1989 - Vini Dantas, ex calciatore brasiliano
- 1989 - Marcus Ellis, giocatore di badminton britannico
- 1989 - Kazumi Evans, attrice, doppiatrice e cantante canadese
- 1989 - Mohamed Farouk, calciatore egiziano
- 1989 - Dyego Sousa, calciatore brasiliano
- 1989 - Tony Finau, golfista statunitense
- 1989 - Eleonora Giorgi, marciatrice italiana
- 1989 - Logan Henderson, attore, cantante e ballerino statunitense
- 1989 - Ivan Ivanović, calciatore montenegrino
- 1989 - Jesse James, attore statunitense
- 1989 - Alex Killorn, hockeista su ghiaccio canadese
- 1989 - Lee Jong-suk, attore e modello sudcoreano
- 1989 - Frank Matano, youtuber, comico e attore italiano
- 1989 - Oier Olazábal, calciatore spagnolo
- 1989 - David Ramadingaye, calciatore finlandese
- 1989 - Enrique Ramos, cestista cubano
- 1989 - Ryan Rossiter, cestista statunitense
- 1989 - Jonathon Simmons, cestista statunitense
- 1990 - Roberto Acuña, cestista argentino
- 1990 - Lolly Adefope, attrice e comica britannica
- 1990 - Enoch Adu, calciatore ghanese
- 1990 - Caterina Barbieri, compositrice e musicista italiana
- 1990 - Nicola Belardo, ex rugbista a 15 italiano
- 1990 - Giannīs Dīmakos, cestista greco
- 1990 - Douglas Costa, calciatore brasiliano
- 1990 - Petar Filipović, calciatore tedesco
- 1990 - Santiago Damián García, calciatore uruguaiano († 2021)
- 1990 - Eivind Henriksen, martellista norvegese
- 1990 - Belinda Hocking, ex nuotatrice australiana
- 1990 - Jung Jae-yong, calciatore sudcoreano
- 1990 - Jucilene de Lima, giavellottista brasiliana
- 1990 - Alex Lowes, pilota motociclistico britannico
- 1990 - Sam Lowes, pilota motociclistico britannico
- 1990 - Tamás Mezei, pallanuotista ungherese
- 1990 - Hirotaka Mita, calciatore giapponese
- 1990 - James Okwuosa, calciatore nigeriano
- 1990 - Juwon Oshaniwa, ex calciatore nigeriano
- 1990 - Park Ha-na, ex cestista sudcoreana
- 1990 - Cecilie Pedersen, calciatrice norvegese
- 1990 - Daniel Souza de Jesus, ex calciatore brasiliano
- 1990 - Steven Strother, ex giocatore di football americano statunitense
- 1990 - Romain Taofifénua, rugbista a 15 francese
- 1990 - Marina Vasilevskaja, cosmonauta bielorussa
- 1990 - Earl Watson, cestista statunitense
- 1990 - Muammer Yıldırım, calciatore turco
- 1991 - Oleksandr Batyščev, calciatore ucraino
- 1991 - Roberto Crivello, calciatore italiano
- 1991 - Lauri Dalla Valle, ex calciatore finlandese
- 1991 - Ryan De Vries, calciatore neozelandese
- 1991 - Fraj Dhuibi, judoka tunisino
- 1991 - Lucão, calciatore brasiliano
- 1991 - Serdar Gürler, calciatore francese
- 1991 - Ronnie Hillman, giocatore di football americano statunitense († 2022)
- 1991 - Nana, cantante, modella e attrice sudcoreana
- 1991 - Ludcinio Marengo, ex calciatore olandese
- 1991 - Dee Milliner, giocatore di football americano statunitense
- 1991 - Renato Gonçalves de Lima, ex calciatore brasiliano
- 1991 - Nikita Stal'nov, ex ciclista su strada kazako
- 1991 - Chance Warmack, giocatore di football americano statunitense
- 1991 - Wu Di, tennista cinese
- 1992 - Connor Fields, ciclista di BMX statunitense
- 1992 - Penelope Ford, wrestler statunitense
- 1992 - Blake Garrett, attore statunitense
- 1992 - Nick Hagglund, calciatore statunitense
- 1992 - Laurent Henkinet, ex calciatore belga
- 1992 - Kirsten Knip, pallavolista olandese
- 1992 - Corlia Kruger, ex multiplista namibiana
- 1992 - Joe Lawson, cestista statunitense
- 1992 - Jameel McKay, cestista statunitense
- 1992 - Marc McNulty, calciatore scozzese
- 1992 - Filip Nguyen, calciatore ceco
- 1992 - EJ Parnell, ex giocatore di football americano statunitense
- 1992 - Michal Reichl, calciatore ceco
- 1992 - Renê Rodrigues Martins, calciatore brasiliano
- 1992 - Cassie Sharpe, sciatrice freestyle canadese
- 1992 - Bruno da Silva Fonseca, calciatore brasiliano
- 1992 - Ronny J, produttore discografico e rapper statunitense
- 1992 - Karl Toko Ekambi, calciatore camerunese
- 1992 - Danielle Williams, ostacolista giamaicana
- 1992 - Marquess Wilson, giocatore di football americano statunitense
- 1993 - Jack Bonham, calciatore irlandese
- 1993 - Ramzi Boukhiam, surfista marocchino
- 1993 - Adrian Breitlauch, cestista tedesco
- 1993 - Ashley Caldwell, sciatrice freestyle statunitense
- 1993 - Lorenzo Casetti, hockeista su ghiaccio italiano
- 1993 - Perry Ellis, cestista statunitense
- 1993 - Mattia Gaspari, skeletonista italiano
- 1993 - Robert Hernández, calciatore venezuelano
- 1993 - Will Holden, giocatore di football americano statunitense
- 1993 - João Miguel, calciatore portoghese
- 1993 - Nazym Kazibay, pugile kazaka
- 1993 - Martin Konczkowski, calciatore polacco
- 1993 - Molly Manning Walker, regista, direttrice della fotografia e sceneggiatrice britannica
- 1993 - Derrick Marks, cestista statunitense
- 1993 - Takaharu Nishino, ex calciatore giapponese
- 1993 - Augustine Okrah, calciatore ghanese
- 1993 - Martynas Paliukėnas, cestista lituano
- 1993 - José Roberto Assunção de Araújo Filho, calciatore brasiliano
- 1993 - Diogo Alexis Rodrigues Coelho, calciatore portoghese
- 1993 - Shō Takada, attore e cantante giapponese
- 1993 - Ville Valasti, giocatore di football americano e allenatore di football americano finlandese
- 1993 - Jelena Vučetić, cestista montenegrina
- 1994 - Fahad Al-Muwallad, calciatore saudita
- 1994 - Marcus Allen, ex cestista statunitense
- 1994 - Brahim Darri, calciatore olandese
- 1994 - Léo Dubois, calciatore francese
- 1994 - Magne Haga, fondista norvegese
- 1994 - Niko Hansen, ex calciatore danese
- 1994 - Gary Harris, cestista statunitense
- 1994 - Connor Krempicki, calciatore tedesco
- 1994 - Marcus Lee, cestista statunitense
- 1994 - Matheus Mancini, calciatore brasiliano
- 1994 - Travis Munnings, cestista bahamense
- 1994 - Daniel O'Shaughnessy, calciatore finlandese
- 1994 - Caterina Ravaglia, modella italiana
- 1994 - Kieran Sadlier, calciatore irlandese
- 1994 - Makena Schoene, pallavolista statunitense
- 1994 - Franco Soldano, calciatore argentino
- 1995 - Sebastián Ayala, calciatore colombiano
- 1995 - Efkan Bekiroğlu, calciatore tedesco
- 1995 - Vadym Blahovisnyj, aviatore e militare ucraino († 2022)
- 1995 - Antonin Bobichon, calciatore francese
- 1995 - Fernando Calero, calciatore spagnolo
- 1995 - Jevon Carter, cestista statunitense
- 1995 - Pape Abou Cissé, calciatore senegalese
- 1995 - Stuart Findlay, calciatore scozzese
- 1995 - Zoi Fitsiou, canottiera greca
- 1995 - Héctor Hernández Marrero, calciatore spagnolo
- 1995 - Sasan Jelvani, giocatore di football americano tedesco
- 1995 - Rika Masuya, calciatrice giapponese
- 1995 - Jaime Nared, cestista statunitense
- 1995 - Norense Odiase, cestista statunitense
- 1995 - Francisco Rodríguez, calciatore svizzero
- 1995 - Sander Sagosen, pallamanista norvegese
- 1995 - Sim Jae-young, taekwondoka sudcoreana
- 1995 - Guya Vavassori, calciatrice italiana
- 1995 - Marie Verhulst, attrice belga
- 1995 - Elena Virgili, calciatrice italiana
- 1995 - Deshaun Watson, giocatore di football americano statunitense
- 1995 - Ihor Černjavs'kyj, giocatore di calcio a 5 ucraino
- 1996 - Lucas Blondel, calciatore argentino
- 1996 - Elisa Bonaldo, rugbista a 15 italiana
- 1996 - Mihai Butean, calciatore rumeno
- 1996 - Jetmir Haliti, calciatore svedese
- 1996 - Sarah Dyrehauge Hansen, calciatrice danese
- 1996 - Marina Mabrey, cestista statunitense
- 1996 - Bilal Nichols, giocatore di football americano statunitense
- 1996 - Rodrigo Pollero, calciatore uruguaiano
- 1996 - Leo Woodall, attore britannico
- 1997 - Saidu Fofanah, calciatore sierraleonese
- 1997 - Iván Gandía, cestista portoricano
- 1997 - Phannapa Harnsujin, taekwondoka thailandese
- 1997 - Jared Harper, cestista statunitense
- 1997 - Christian Holmes, giocatore di football americano statunitense
- 1997 - Benjamin Ingrosso, cantautore e produttore discografico svedese
- 1997 - Andrij Jacenko, lottatore ucraino
- 1997 - Ronny Labonne, calciatore francese
- 1997 - Arūnas Mikalauskas, cestista lituano
- 1997 - José Milán, attore, ballerino e modello spagnolo
- 1997 - Simon Olsson, calciatore svedese
- 1997 - Dominic Solanke, calciatore inglese
- 1997 - Luca Vergallito, ciclista su strada italiano
- 1997 - Vladimir Vorožkо, cosmonauta russo
- 1998 - Joe Caletti, calciatore australiano
- 1998 - Nicolás Capaldo, calciatore argentino
- 1998 - Francisco Alves da Silva Neto, calciatore brasiliano
- 1998 - Akim Djaha, calciatore comoriano
- 1998 - Villiam Granath, calciatore svedese
- 1998 - Viktor Johansson, calciatore svedese
- 1998 - Elena Lilik, canoista tedesca
- 1998 - Yostin Salinas, calciatore costaricano
- 1998 - Alessandro Vogliacco, calciatore italiano
- 1998 - Colin Wili, sciatore freestyle svizzero
- 1999 - Felipe Aliaga, rugbista a 15 uruguaiano
- 1999 - Alan García, calciatore uruguaiano
- 1999 - Laura Jurca, ginnasta rumena
- 1999 - Emma Kenney, attrice statunitense
- 1999 - Fernando Augusto Pereira Bueno Júnior, calciatore brasiliano
- 1999 - Tom Schaar, skater statunitense
- 1999 - Gianfranco Trasante, calciatore uruguaiano
- 2000 - Ethan Ampadu, calciatore gallese
- 2000 - Roman Celentano, calciatore statunitense
- 2000 - Bones Hyland, cestista statunitense
- 2000 - Ramel Keyton, giocatore di football americano statunitense
- 2000 - Josh Newton, giocatore di football americano statunitense
- 2000 - Park Sang-won, schermidore sudcoreano
- 2000 - Marco Pašalić, calciatore croato
- 2000 - Quentin Seedorf, calciatore olandese
- 2000 - Indrit Tuci, calciatore albanese

## XXI secolo(22)
- 2001 - A.J. Finley, giocatore di football americano statunitense
- 2001 - Yuka Kagami, lottatrice giapponese
- 2001 - Jesper Pohjolainen, sciatore alpino finlandese
- 2001 - Matías Recalt, attore argentino
- 2001 - Maïa Schwinghammer, sciatrice freestyle canadese
- 2001 - Jackson Tchatchoua, calciatore camerunese
- 2001 - Ernest Terpiłowski, calciatore polacco
- 2002 - Lohann Doucet, calciatore francese
- 2002 - Joe Hodge, calciatore irlandese
- 2002 - Dennis, cantautore italiano
- 2002 - Pape Matar Sarr, calciatore senegalese
- 2003 - Tyreece Campbell, calciatore giamaicano
- 2003 - Marc Casadó, calciatore spagnolo
- 2003 - Moustapha Cissé, calciatore guineano
- 2003 - Jett Howard, cestista statunitense
- 2003 - Justin Hubner, calciatore indonesiano
- 2003 - Arif Kocaman, calciatore turco
- 2003 - Guilherme Montóia, calciatore portoghese
- 2004 - Lio Baraldi, sciatore alpino francese
- 2004 - Dylan Sampson, giocatore di football americano statunitense
- 2006 - Chancelle Effa Effa, calciatrice francese
- 2006 - Khaman Maluach, cestista sudsudanese

## Senza anno specificato(1)
- Hugh de Courtenay, I conte di Devon, nobile britannico († 1340)